# Иосиф (Македонов)
Митрополит Иосиф (в миру Николай Викторович Македонов; род. 11 сентября 1964, Рязань) — епископ Русской православной церкви, митрополит Иваново-Вознесенский и Вичугский (с 2006). Ректор Иваново-Вознесенской духовной семинарии (с 2017).

## Биография
Родился 11 сентября 1964 года в городе Рязани в семье рабочих. Являлся племянником архимандрита Авеля (Македонова).
В 1979 году окончил восьмилетнюю школу, поступил в Рязанский техникум электронных приборов, который окончил в 1983 году. В августе 1983 года поступил в Рязанское высшее военное командное училище связи, которое окончил в июле 1987 года.
С 1987 по 1990 год проходил службу в Брестской области. Для дальнейшего прохождения службы в августе 1990 года был переведён в Рязанское высшее военное командное училище связи на должность командира учебного взвода курсантов.
В июле 1991 года был уволен из рядов Вооружённых Сил СССР по собственному желанию в звании старшего лейтенанта. Сразу же подал прошение о принятии в братию Иоанно-Богословского мужского монастыря Рязанской епархии.
16 июля 1991 года был пострижен в иноки, а 1 августа — в монахи, с именем Иосиф, в честь святого праведного Иосифа Обручника.
28 июля 1991 года был рукоположён во иеродиакона, а 28 августа — во иеромонаха.
20 февраля 1992 года назначен благочинным Иоанно-Богословского монастыря.
23 февраля 1992 года Патриархом Московским и всея Руси Алексием II возведён в сан игумена.
1 сентября 1993 года назначен помощником наместника монастыря.
В мае 1994 года окончил Рязанское духовное училище и поступил во 2-й класс Московской духовной семинарии на заочный сектор.
26 сентября 1994 года назначен благочинным монастырей Рязанской епархии.
В июне 1998 года окончил Московскую духовную семинарию по I разряду и поступил в Московскую духовную академию, которую окончил в 2003 году.
В 2006 году присуждена учёная степень кандидата богословия за диссертацию «История Рязанской духовной семинарии 1814—1840 гг.».
С 1998 года является преподавателем в Рязанском духовном училище (с 2004 года — Рязанской духовной семинарии) предмета «История Поместных православных церквей».

### Архиерейство
Постановлением патриарха и Священного синода от 17 июля 1998 года игумену Иосифу (Македонову), насельнику Свято-Иоанно-Богословского монастыря Рязанской епархии, определено быть епископом Шацким, викарием Рязанской епархии.
18 августа 1998 года в Успенском соборе рязанского Кремля архиепископом Симоном возведён в сан архимандрита.
7 сентября 1998 года в соборе Сретения Владимирской иконы Божией Матери Сретенского мужского монастыря в Москве состоялось наречение архимандрита Иосифа во епископа.
8 сентября в том же соборе за Божественной литургией состоялась архиерейская хиротония архимандрита Иосифа во епископа Шацкого, викария Рязанской епархии. Хиротонию возглавил патриарх Московский и всея Руси Алексий II. Ему сослужили митрополиты Крутицкий и Коломенский Ювеналий, Волоколамский и Юрьевский Питирим, Воронежский и Липецкий Мефодий, Рязанский и Касимовский Симон, Солнечногорский Сергий, архиепископ Истринский Арсений (Епифанов); епископы Бронницкий Тихон (Емельянов), Орехово-Зуевский Алексий (Фролов), Красногорский Савва (Волков).
25 марта 2004 года назначен наместником Свято-Иоанно-Богословского мужского монастыря.
В 2006 году присвоено звание кандидата богословия за сочинение «История Рязанской духовной семинарии 1814—1840 гг.».
Решением Священного синода от 19 июля 2006 года назначен епископом Иваново-Вознесенским и Кинешемским.
6 октября 2006 года освобождён от обязанностей настоятеля Иоанно-Богословского мужского монастыря в Пощупове.
В ноябре 2007 года прошёл обучение на курсах повышения квалификации руководящего состава Русской православной церкви в Российской академии государственной службы.
22 ноября 2007 года епископу вручена премия губернатора Ивановской области «За личный вклад в развитие культуры Ивановской области».
27 декабря 2011 года был утверждён в должности настоятеля (священноархимандрита) Николо-Шартомского мужского монастыря.
7 июня 2012 года в связи с разделением епархии титул изменён на «Иваново-Вознесенский и Вичугский»; назначен также главой новообразованной Ивановской митрополии. В связи с этим 18 июля в Успенском соборе Свято-Троицкой Сергиевой лавры возведён в сан митрополита.
4 октября 2012 года освобождён от должности священноархимандрита Николо-Шартомского монастыря.
29 июля 2017 года решением Священного Синода назначен ректором Иваново-Вознесенской духовной семинарии.

## Награды
Церковные
- Орден преподобного Сергия Радонежского II степени (2004)
- Орден преподобного Серафима Саровского II степени (2008)[8]
- Орден святителя Иннокентия, митрополита Московского и Коломенского, II степени (2014)[9]
- Патриаршая грамота (2013)[10]
- Памятная панагия (18 июля 2019 года) — во внимание к усердным архипастырским трудам и в связи с 20-летием архиерейской хиротонии[11]
- Орден Святителя Алексия, митрополита Московского III степени (8 сентября 2023) — во внимание к заслугам и в связи с 25-летием архиерейской хиротонии[12]

Светские
- Медаль ордена «За заслуги перед Отечеством» II степени (11 августа 2000 года) — за большой вклад в укрепление гражданского мира и возрождение духовно-нравственных традиций[13]
- юбилейная медаль «70 лет Вооруженных сил СССР»(1988)
- медаль «За жертвенное служение»(2005)
- премия губернатора Ивановской области «За личный вклад в развитие культуры Ивановской области»(2007)[14]
- медаль «За вклад в развитие уголовно-исполнительной системы России»(2012)